# Università politecnica della Catalogna
L'Università politecnica della Catalogna (in catalano: Universitat Politècnica de Catalunya), conosciuta anche come UPC, è la più grande università di ingegneria della Catalogna ed è stata fondata a Barcellona nel marzo 1971.
Da giugno 2007, ospita uno dei più potenti supercomputer d'Europa: MareNostrum.

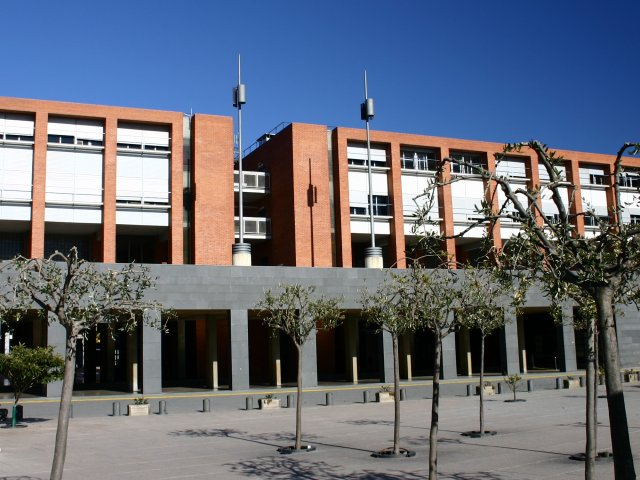
Barcellona Campus Nord (Zona Universitària)

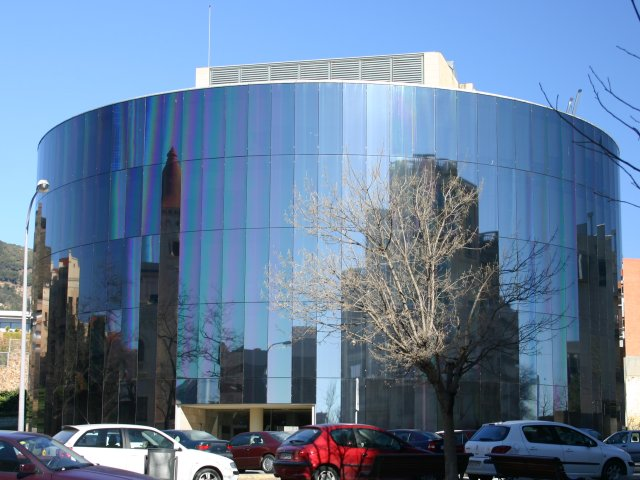
Ufficio Nexus del campus Nord (Zona Universitària)

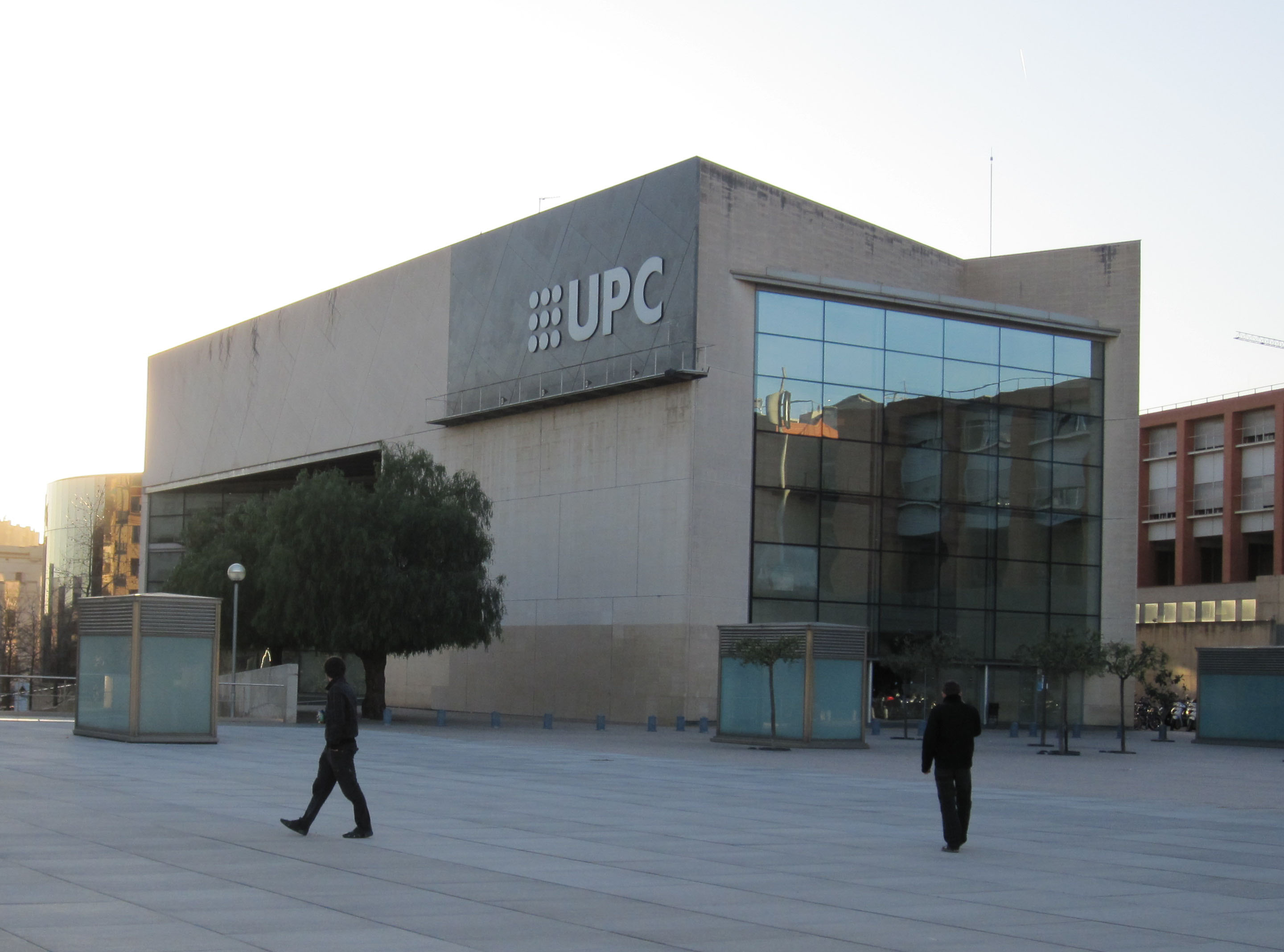
Biblioteca della UPC

## Facoltà
- CFIS: Centre de Formació Interdisciplinària Superior
- CITM: Centre de la Imatge i la Tecnologia Multimèdia
- EAE Business School[1]
- EET: Escola d'Enginyeria de Terrassa
- EPSC: Escola Politècnica Superior de Castelldefels
- EPSEB: Escola Politècnica d'Edificació de Barcelona
- EPSEM: Escola Politècnica Superior d'Enginyeria de Manresa
- EPSEVG: Escola Politècnica Superior d'Enginyeria de Vilanova i la Geltrú
- ESAB: Escola Superior d'Agricultura de Barcelona
- ETSAB: Escola Tècnica Superior d'Arquitectura de Barcelona
- ETSAV: Escola Tècnica Superior d'Arquitectura del Vallès
- ETSECCPB: Escola Tècnica Superior d'Enginyeria de Camins, Canals i Ports de Barcelona
- ETSEIB: Escola Tècnica Superior d'Enginyeria Industrial de Barcelona
- ETSEIAT: Escola Tècnica Superior d'Enginyeries Industrial i Aeronàutica de Terrassa
- EUETIB: Escola Universitària d'Enginyeria Tècnica Industrial de Barcelona
- EUETII: Escola Universitària d'Enginyeria Tècnica Industrial d'Igualada
- EUOOT: Escola Universitària d'Òptica i Optometria de Terrassa
- EUPMT: Escola Universitària Politècnica de Mataró - (Technical College of Mataró)
- FIB: Facultat d'Informàtica de Barcelona
- FME: Facultat de Matemàtiques i Estadística
- FNB: Facultat de Nàutica de Barcelona
- Telecom BCN, ETSETB: Escola Tècnica Superior d'Enginyeria de Telecomunicacions de Barcelona

## Centri di ricerca UPC
- CCABA - Centre de Comunicacions Avançades de Banda Ampla
- CD6 - Centre de Desenvolupament de Sensors, Instrumentació i Sistemes
- CDPAC - Cen. de Documentació de Projectes d'Arquitectura de Catalunya
- CEBIM - Centre de Biotecnologia Molecular
- CERpIE - C. Recerca i Desenv. per a la Millora i Innov.de les Empreses
- CETpD-UPC - C.E.T. per a l'Atenció a la Dependència i la Vida Autònoma
- CPSV - Centre de Política de Sòl i Valoracions
- CRAE - Centre de Recerca de l'Aeronàutica i de l'Espai
- CRAL - Centre de Recerca i Serveis per a l'Administració Local
- CREB - Centre de Recerca en Enginyeria Biomèdica - (UPC Center for Biomedical Engineering Research)
- CREMIT - Centre de Recerca de Motors i Instal.lacions Tèrmiques
- CRNE - Centre de Recerca en Nanoenginyeria
- LACÀN - Centre Específic de Recerca de Mètodes Numèrics en Ciències Aplicades i Enginyeria
- LIM/UPC - Laboratori d'Enginyeria Marítima
- LITEM - Laboratori per a la Innovació Tecnològica d'Estructures i Materials
- PERC-UPC - Centre de Recerca d'Electrònica de Potència UPC
- TALP - Centre de Tecnologies i Aplicacions del Llenguatge i la Parla